# Attilio Ferraris

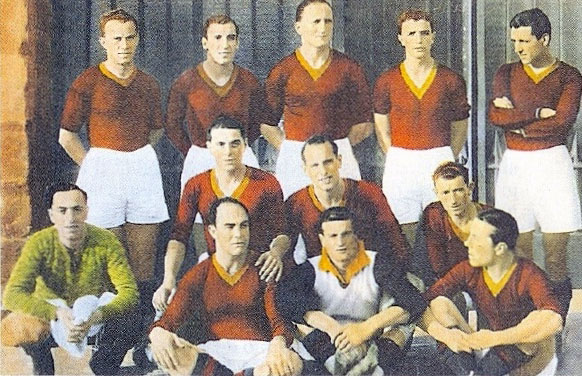
A Roma na temporada 1931-32. Ferraris IV é o primeiro jogador da fileira do meio, da esquerda para a direita.

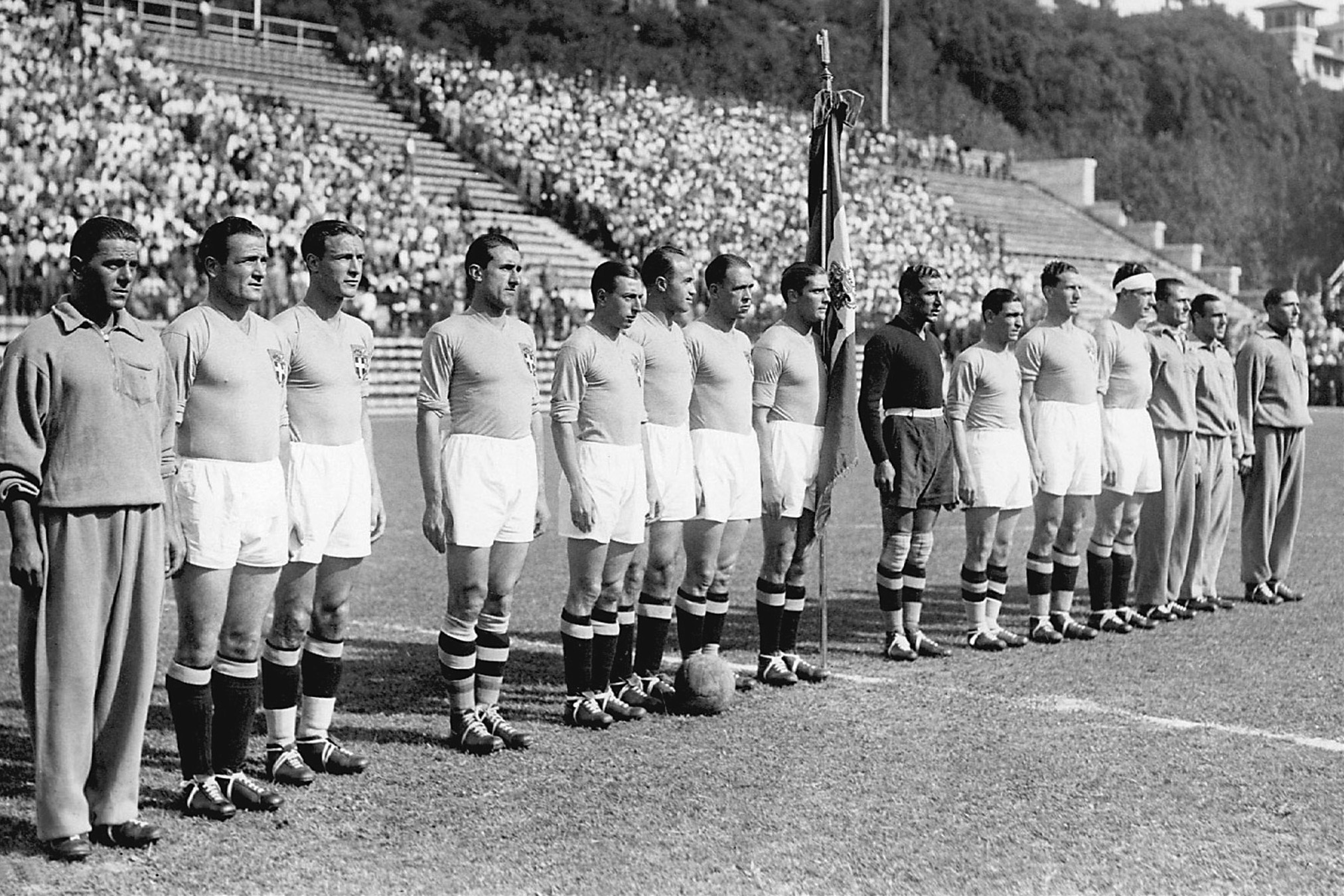
A Itália antes da final da Copa do Mundo FIFA de 1934. Ferraris IV, ao lado do goleiro Giampiero Combi, é o antepenúltimo uniformizado, da esquerda para a direita.

Attilio Ferraris, mais conhecido como Ferraris IV (Roma, 26 de março de 1904 - Montecatini Terme, 8 de maio de 1947), foi um futebolista italiano. Campeão da Copa do Mundo FIFA de 1934, é considerado o primeiro ídolo da Roma, clube em que atuou como volante, meia central ou ainda lateral, portando por sete anos a braçadeira de capitão. Foi o primeiro romanista na seleção italiana.

## Carreira
Na década de 1920, Ferraris IV defendia inicialmente a Fortitudo,[carece de fontes?] estreando pela seleção italiana em 1926, ainda como jogador deste clube (contra a Suíça, derrotada por 3-0 em Milão),[carece de fontes?] que em 1927 deu origem à atual Roma após fundir-se com as equipes Alba e Roman.
Em 1928, em nova vitória por 3-2 sobre a Suíça, em Gênova, Ferraris tornou-se o primeiro jogador da recém-fundada Roma a defender a Itália. No mesmo ano, esteve nas Olimpíadas de Amsterdã, embora não tenha entrado em campo. A Itália ficou com a medalha de bronze.[carece de fontes?]
Ferraris seguiu na Roma, onde jogava quando venceu a Copa do Mundo FIFA de 1934. Considerado ídolo nacional indiscutível, entrou na competição a partir da segunda partida, encerrando um período de dois anos sem jogar pela Itália.[carece de fontes?] Compôs o flanco esquerdo do ataque italiano ao lado de Raimundo Orsi, embora também ajudasse na marcação.
Após a Copa, Ferraris IV passou a jogar justo na rival Lazio, que por ele pagou 150 mil velhas liras. A incomum negociação (uma das seletas oito feitas diretamente entre os dois rivais até 2018) foi facilitada por desentendimentos do jogador com o presidente romanista, Renato Sacerdoti. Como laziale, seguiu na seleção, fazendo em 1935 sua última partida pela Azzurra, em vitória por 2-1 sobre a França em Roma. É um dos raríssimos jogadores a defender a seleção vindo de ambos os clubes do Derby della Capitale.
Ele posteriormente chegou a retornar à Roma, pela qual contabilizou 217 jogos até 1939. Segue considerado um dos vinte maiores jogadores do clube.

## Morte precoce
Ferraris IV era também conhecido por hábitos pouco saudáveis fora de campo, que chegaram a lhe render suspensões por indisciplina. Não escondia seu gosto pelo fumo, álcool, carros e belas mulheres, falecendo ainda aos 43 anos de idade, em 8 de maio de 1947, durante uma partida de veteranos.

## Títulos
- Copa do Mundo FIFA: Copa do Mundo FIFA de 1934